# Galajty
Galajty (čečensky ГIалайтIа, rusky Галайты́) je sídlo v okresu Nožaj-Jurt ve východní části Čečenska, na hranici s Dagestánem, v podhůří severního svahu Velkého Kavkazu.

## Geografie
Sídlo se nachází na pravém břehu řeky Aksaj, 60 km východojihovýchodně od hlavního města Groznyj a 18 km jihozápadně od dagestánského města Chasavjurt.

## Historie
Po masových deportacích Čečenců a Ingušů v únoru roku 1944 a likvidaci Čečensko-Ingušské autonomní republiky byla obec Galajty přejmenována na Novyj Čirkej (rusky Новый Чиркей) a byla organizovaně osídlena novým obyvatelstvem, přemístěným sem ze sousedního Dagestánu. Teprve po skončení stalinské éry v SSSR, obnovení Čečensko-Ingušské autonomní republiky a návratu původních obyvatel byl obci Galajty vrácen její název. Poté se Dagestánci vrátili do Dagestánu.